# Felicia Laberer
Felicia Laberer (* 13. Mai 2001 in Berlin) ist eine deutsche Behindertensportlerin und Kanutin.

## Leben
Auf Grund einer schweren Dysplasie und Dysmelie der unteren Extremitäten ist sie schwerbehindert. Trotz dieser Beeinträchtigungen wollte sie jedoch Leistungssport betreiben. Sie wurde deshalb Mitglied des SC Berlin-Grünau und entschied sich für den Kanusport. Da sie gute Leistungen erzielte, wurde sie schon bald bei internationalen Wettbewerben eingesetzt. Erstmals nahm sie an den Europameisterschaften 2019 in der Klasse 3 im Einer-Kajak teil, bei der sie den achten Platz erreichte. Bei den Europameisterschaften 2021 trat sie wieder in ihrer Klasse an und errang den ersten Platz. Auch bei den Paralympischen Sommerspielen in Tokio war sie dabei. Im Einer-Kajak wurde sie Dritte und gewann somit die Bronzemedaille. Dafür zeichnete Bundespräsident Frank-Walter Steinmeier sie am 8. November 2021 mit dem Silbernen Lorbeerblatt aus. Bei den Weltmeisterschaften 2022 in Dartmouth und den Paralympischen Spielen 2024 in Paris gewann sie im Einer-Kajak jeweils die Bronzemedaille.